# Amy Vincent
Amelia „Amy“ Vincent (* 1959 in Boston, Massachusetts) ist eine US-amerikanische Kamerafrau.

## Leben
Amy Vincent studierte an der University of California, Santa Cruz Theaterkunst und Film. Ihren ersten Job bekam sie als Archivmitarbeiterin bei Warner Bros. Anschließend arbeitete sie von 1984 bis 1987 lang beim Tonschnitt, bevor sie 1987 ein internes Stipendium erhielt, um als Kameraassistentin zu arbeiten. Sie verblieb bei der Kamera und studierte später von 1991 bis 1993 Kamera am American Film Institute. Während all den Jahren war sie als Kameraassistent aktiv und debütierte 1995 mit dem von Craig Singer inszenierten Drama Animal Room ihren ersten Langspielfilm als hauptverantwortliche Kamerafrau. Für ihre Arbeit an Eve’s Bayou – Im Bann der Lügen wurde sie 1998 mit einer Nominierung des Satellite Award für die Beste Kamera bedacht.

## Filmografie (Auswahl)
- 1995: Animal Room
- 1995: Tuesday Morning Ride (Kurzfilm)
- 1997: Eve’s Bayou – Im Bann der Lügen (Eve’s Bayou)
- 1998: Some Girl
- 1999: Der zuckersüße Tod (Jawbreaker)
- 1999: Wesleys Feuerprobe (Walking Across Egypt)
- 2000: Freiheitsmarsch (Freedom Song, Fernsehfilm)
- 2000: Kin
- 2000: Way Past Cool
- 2001: The Caveman’s Valentine
- 2004: Freshman Orientation
- 2005: Hustle & Flow
- 2005: Highschool News – Streng vertraulich! (Campus Confidential)
- 2006: Zensur unter der Gürtellinie – Hollywoods Moralhüter (This Film Is Not Yet Rated, Dokumentarfilm)
- 2006: Black Snake Moan
- 2010: The Experiment
- 2011: Footloose
- 2015: Sinister 2
- 2024: A Nice Indian Boy